# Багатопартійна система
Багатопарті́йна систе́ма — політична система, при якій може існувати безліч політичних партій, що теоретично володіють рівними шансами на отримання більшості місць у парламенті країни.
Розподіл місць в уряді та / або парламенті проводиться відповідно до одного з двох основних принципів:
- пропорційна система передбачає, що кількість місць, одержуваних партією в органах влади, прямо пропорційно кількості поданих за неї голосів виборців;
- система виборів по одномандатних округах має на увазі, що місце в парламенті отримує кандидат, що виграв вибори в цьому окрузі; таким чином, кількість місць, одержуваних партією при виборах в одномандатних округах, не пропорційно кількості поданих за її членів голосів виборців. Така система тяжіє до утворення двопартійної системи (т. зв. Закон Дюверже).